# Cacosternum nanum
Cacosternum nanum е вид жаба от семейство Pyxicephalidae. Видът не е застрашен от изчезване.

## Разпространение
Разпространен е в Свазиленд и Южна Африка.